# Kate Pierson
Pour les articles homonymes, voir Pierson.
Catherine Elizabeth « Kate » Pierson, née le 27 avril 1948 à Weehawken, est une chanteuse, musicienne et parolière américaine. Elle est l'une des chanteuses et l'un des membres fondateurs du groupe The B-52's.

## Biographie
Kate Pierson est une chanteuse qui est également multi-instrumentiste, elle joue de la guitare, de la basse et du clavier.
En 1976, le groupe The B-52's se forme à Athens et elle en devient, avec Cindy Wilson, l'une des principales chanteuses.
Elle collabore avec différents artistes :
- en 1990, avec Iggy Pop avec qui elle interprète la chanson Candy ;
- en 1991, avec le groupe R.E.M. pour Shiny Happy People, Near Wild Heaven et Me in Honey issus de l'album Out of Time.

En février 2015, Pierson sort son premier album solo, Guitars and Microphones (en) (2015), avec des chansons co-écrites par Sia Furler.
Le 3 août 2015, Kate Pierson épouse sa compagne Monica Coleman.